# Vippsjön, Närke
Vippsjön är en sjö i Askersunds kommun i Närke och ingår i Motala ströms huvudavrinningsområde.